# 聶伯站
聶伯站（羅馬化：Dnipro  （ⓘ））是基輔地鐵斯維亞托申-布羅瓦雷線的一個車站，站名取自於第聶伯河。第聶伯站開通於1960年，是基輔地鐵最早開通的車站之一。

## 外部連結
- Kyivsky Metropoliten - Station description and Photographs （乌克兰語）
- Metropoliten.kiev.ua - Station description and Photographs （俄文）
- Zarohem.cz - Photographs （捷克文）